# Axel Jang
Axel Jang (* 28. Dezember 1968 in Werdau) ist ein ehemaliger deutscher Bobsportler.

## Werdegang
In Cortina d’Ampezzo bei der Bob-Weltmeisterschaft 1989 wurde Jang im Zweierbob gemeinsam mit Dietmar Falkenberg Sechster. Ein Jahr später bei der Bob-Weltmeisterschaft 1990 in St. Moritz gewann er im Zweier- wie auch im Viererbob die Silbermedaille für die DDR. Im gleichen Jahr wurde er mit Harald Czudaj in Altenberg Deutscher Meister.
Bei der Bob-Weltmeisterschaft 1991 in Altenberg gewann er gemeinsam mit Harald Czudaj, Tino Bonk und Alexander Szelig erstmals in einer gesamtdeutschen Mannschaft die Bronzemedaille im Viererbob. Ein Jahr später wurde der Bob in gleicher Besetzung am Königssee Bob-Europameister. Ein weiteres Jahr später startete der Viererbob als Deutschland 2 bei den Olympischen Winterspielen 1992 in Albertville. Beim Silber-Gewinn des Deutschland-1-Bobs blieb für den Viererbob um Jang am Ende nur Rang sechs.